# Chambre d'agriculture de La Réunion
La chambre d'agriculture de La Réunion est une chambre consulaire de l'île de La Réunion, département d'outre-mer français dans l'océan Indien. Actuellement présidée par Frédéric Vienne, elle accompagne le développement de l'agriculture réunionnaise depuis sa fondation en 1854. Son siège se trouve au 24, rue de la Source, dans le quartier de La Source à Saint-Denis.

## Liste des présidents
| Période                                  | Période      | Identité                                                  | Étiquette | Qualité |
| ---------------------------------------- | ------------ | --------------------------------------------------------- | --------- | ------- |
| février 2019                             | En cours     | Frédéric Vienne                                           | FDSEA     |         |
| Mars 2013                                | février 2019 | Jean-Bernard Gonthier                                     | UPNA      |         |
| 2007                                     | 2013         | Jean-Yves Minatchy                                        |           |         |
| 2001                                     | 2007         | ...                                                       |           |         |
| 1995                                     | 2001         | Jean-Yves Minatchy                                        |           |         |
| 1989                                     | 1995         | Angelo Lauret                                             |           |         |
| ...                                      | ...          | ...                                                       |           |         |
| 1922                                     | 1943         | Marie Joseph Benoit Louis Vincent Boyer de la Giroday (d) |           |         |
| Les données manquantes sont à compléter. |              |                                                           |           |         |